# Bibio varipes
Bibio varipes är en tvåvingeart som beskrevs av Johann Wilhelm Meigen 1830. Bibio varipes ingår i släktet Bibio och familjen hårmyggor. Arten är reproducerande i Sverige. Inga underarter finns listade i Catalogue of Life.

## Bildgalleri

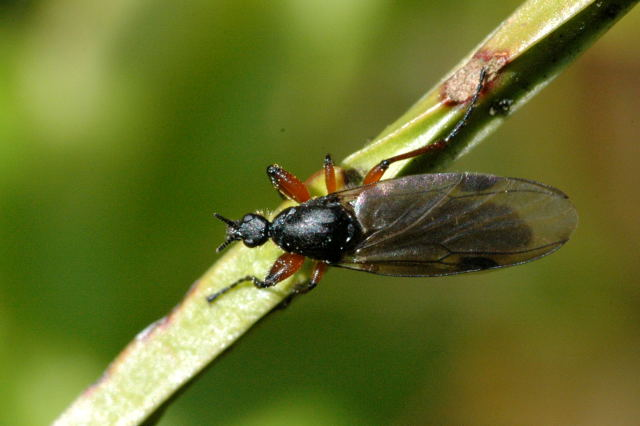